# Crazy (пісня Seal)
«Crazy» — пісня британського співака Seal і британського автора пісень Гая Сіґсвортома, спродюсована Тревором Хорном і випущена синглом у листопаді 1990 року, і також — на дебютному альбомі «Seal» (1991). Пісня стала першим комерційним хітом Сіл, потрапивши до п'ятірки найкращих у Великобританії, а також ставши його першим синглом у десятці найкращих у Сполучених Штатах.

## Передісторія і створення
Сіл написав «Crazy» у 1990 році під натхненням від падіння Берлінської стіни та бійні на площі Тяньаньмень у 1989 році. У 2015 році Сіл розказав про концепцію пісні: «Я відчував, що цикл досяг своєї вершини. Я відчував, як світ змінюється, і я відчував, що відбуваються глибокі речі».
За словами продюсера пісні Тревора Хорна, «Crazy» створювали протягом двох місяців: «Запис Crazy був не з простих, тому що ми ставили перед собою високу мету».

Фірмовим звучанням пісні є клавішна мантра, яка безперервно лунає та кружляє під впливом важких басів і гітарних педалей вау-вау гітариста Simply Red Кенджі Сузукі. Вокал Сіла глибоко мелодійний і душевний, іноді з характерним хрипом, а іноді злітає високо над мінусовкою. В інтерв'ю журналу Q Сіл сказав:
У мене не було сумнівів щодо «Crazy». Я завжди думав, що це потенційний № 1, хоча він ніколи не був таким! Це перша пісня, яку я написав на гітарі, і перша пісня, де я сказав усе, що бажав, стисло. До цього мої пісні були занадто довгими. Але як тільки я написав хук, я зрозумів, що це потенційний хіт.

## Реліз і комерційні показники
У Сполученому Королівстві пісня була випущена як перший сингл з альбому «Seal» у листопаді 1990 року і досягла другого місця в UK Singles Chart у січні 1991 року; пісня стала найбільшим сольним хітом Сіла у Великій Британії. Сингл продався тиражем понад 200 000 копій, отримавши таким чином сертифікат BPI Silver. За пісню Сіл отримав ряд нагород, включаючи премію Айвора Новелло 1992 року за написання пісень.
У Сполучених Штатах сингл був випущений у 1991 році з дебютом на 83 місці у Billboard Hot 100 у середині червня; він досяг сьомого місця наприкінці серпня і залишався у чарті протягом дев'ятнадцяти тижнів, до жовтня. Він досяг першої п'ятірки в чарті Modern Rock Tracks і першої двадцятки в чарті Hot Dance Music/Maxi-Singles Sales. Це був найбільш комерційно успішний сингл Сіла та його найбільший хіт у США до «Поцілунку троянди», який досяг першого місця в 1995 році. У серпні 2003 року акустична версія «Crazy» посіла четверте місце в чарті Billboard Hot Digital Tracks.

## Критика
Ларрі Флік з Billboard вважає, що британський новачок Сіл «вийшов як щось середнє між Теренсом Трентом Д'Арбі та Ленні Кравіцем у цьому клавішному фанк- н-соул- джемі». Рецензент від Melody Maker назвав його синглом тижня, похваливши його як «пишний, розкішний всепроникаючий твір, який є не меншою мірою піснею, ніж танцювальним треком». Загальноєвропейський журнал «Music & Media» назвав пісню «авантюрним техно-попом цього багатообіцяючого британського співака, який співав у нещодавньому хіті Адамскі „Killer“. Спродюсована Тревором Горном, ця стильна, стрімка суміш фанку, соулу та поп-музики зараз займає високі позиції в чартах Великобританії. Наступною має бути Європа». Джек Беррон з NME вважає, що ця пісня «виявляє всі таланти Сіла недоторканими». Інша редакторка, Барбара Еллен, також назвала його синглом тижня, додавши: «Найкраще в „Crazy“ — це розумна маніпуляція вокалом. Він все одно моторошні та проникливі, але продюсер мудро дав трохи місця для дихання та зростання, принаймні на початку запису». Боб Мак із Spin зазначив «зворушливий вокал Сила, який порівнюють із Марвіном Геєм», пояснивши, що «заснований на бас-синтезаторі 70-х у стилі поліцейського шоу, „Crazy“ звучить настільки голосно, що ви наспівуєте під час першого прослуховування».. Єва Зібарт з The Washington Post назвала її «безперечно найкращим поп-синглом 1991 року», зазначивши, що «примхлива» пісня пропонує «його просту філософію: „Ми ніколи не виживемо, якщо не станемо трохи божевільними“».
У 1993 році «Crazy» була нагороджена однією з нагород BMI Pop Awards. У 1999 році Джейсон Варбург із Daily Vault заявив, що це «очевидний клубний трек із його стрімкою синтезаторною мелодією та драйвовою ритм-секцією. Гітарна партія Shaft, що завершує бридж, також є приємним штрихом, що демонструє наскільки ефективно Seal прищепив синтезовану танцювальну музику до її фанкового коріння». Шівон О'Ніл прокоментувала пісню в книзі «10 001 пісні, яку ви повинні почути» 2010 року: «Повна відсилань до наркотичних і танцювальних сцен, „Crazy“ поєднує душевний текст та хрипкий вокал з фірмовою оркестровкою Хорна та модним електронним супроводом — поєднання, яке після цього та Massive Attack, стало шаблоном для цілого напрямку танцювальної музики».